# حاجی فضل الرحمن
حاجی فضل الرحمن یک سیاستمدار هندی است که از سال ۲۰۱۹ عضو لوک سبها بوده است.
رحمان در سال ۱۹۷۲ از دانشگاه مسلم علیگره فارغ‌التحصیل شد. خانواده او صادرکنندگان عمده گوشت گاو در اوتار پرادش هستند.